# انضمام أفغانستان إلى منظمة التجارة العالمية
تلقت أفغانستان عضوية منظمة التجارة العالمية (WTO) في المؤتمر الوزاري العاشر لمنظمة التجارة العالمية في نيروبي كينيا، في ١٧ ديسمبر ٢٠١٥، وتحتل أفغانستان المرتبة ١٦٤ في العالم والمرتبة ٣٦ بين الدول الأقل نموًا التي حصلت عضوية منظمة التجارة العالمية.
الحصول على عضوية منظمة التجارة العالمية عملية طويلة، وقد تم قبول أفغانستان بعد مفاوضات دامت ١١ عامًا، وتعد أفغانستان من الدول الأقل نموًا في منظمة التجارة العالمية، وهنالك توقعات بأن انضمامها قد يؤثر على الصناعات الناشئة حديثًا في البلاد.

## خلفية منظمة التجارة العالمية
بعد الحرب العالمية الثانية، تم إنشاء مؤسسة ثالثة للتعامل مع الجانب التجاري من التعاون الاقتصادي الدولي الغرض الأساسي، والانضمام إلى مؤسسة «بريتون وودز» البنك الدولي وصندوق النقد الدولي. لإنشاء منظمة التجارة الدولية كوكالة متخصصة من وكالات الأمم المتحدة شاركت أكثر من ٥٠ دولة في المفاوضات. ولكن، فشلت هذه المفاوضات حيث امتد مشروع ميثاق منظمة التجارة الدولية إلى ما وراء ضوابط التجارة العالمية.
خلال هذا الوقت، من أجل تخفيض الرسوم الجمركية وربطها ١٥ دولة بدأت مشاورات في ديسمبر ١٩٤٥. مع نهاية الحرب العالمية الثانية مؤخرًا، أرادوا إعطاء دفعة مبكرة لتحرير التجارة والبدء في تصحيح إرث التدابير الحمائية التي ظلت سارية منذ أوائل الثلاثينيات.
وُلدت الاتفاقية العامة الجديدة للتعريفات الجمركية والتجارة (GATT) وكان ذلك نتيجة هذه المفاوضات، مع ٢٣ عضو مؤسس (رسميًا «الأطراف المتعاقدة»)، في جنيف في عام ١٩٤٧.
بعدما يقارب نصف قرن (حتى 1994)، في عام ١٩٤٨ ظلت المبادئ القانونية الأساسية للاتفاق العام بشأن التعريفات الجمركية والتجارة كما كانت. ومن بين قضايا أخرى ذات صلة عُقدت عدة اجتماعات أخرى بشأن مزيد من خفض التعريفات. على سبيل المثال، أدت جولة كينيدي في منتصف الستينيات إلى اتفاقية التعريفات الجمركية والتجارة لمكافحة الإغراق. كانت جولة طوكيو خلال السبعينيات أول محاولة كبرى لمعالجة الحواجز التجارية التي لا تأخذ شكل تعريفات ولتحسين النظام. كان الاجتماع الثامن، جولة أوروغواي ١٩٨٦-١٩٩٤، الأخير والأكثر شمولاً. وأدى إلى إنشاء منظمة التجارة العالمية ومجموعة جديدة من الاتفاقات.
منظمة التجارة العالمية أساسًا هي وسيط بين الدول الأعضاء التي تواجه مشاكل تجارية مع الدول الأعضاء الأخرى. ويركز الاتفاق العام بشأن التعريفات الجمركية والتجارة في السلع، بينما تتعامل منظمة التجارة العالمية مع التجارة في الخدمات والملكية الفكرية.

## التسلسل الزمني لعضوية أفغانستان في منظمة التجارة العالمية
في عام ١٩٩٤ تم إنشاء منظمة التجارة العالمية، وكانت أفغانستان متدخلة في حرب أهلية ولم يكن لديها حكومة مركزية قوية قادرة على الانضمام إلى المنظمة في تلك الفترة. لم يتم الإقرار بحكومة المجاهدين الأفغانية ولم يتم قبول ممثليها في الأمم المتحدة مع ظهور حركة طالبان، كما أنه تم فرض عقوبات اقتصادية على أفغانستان في ذلك الوقت. ولم تكن أفغانستان ذات كفاءة لعضوية منظمة التجارة العالمية بسبب هذه الظروف. ومع ذلك، بعد تأسيس النظام الجديد وبقيادة حامد كرزاي رغبت أفغانستان الانضمام رسميًا إلى منظمة التجارة العالمية في ٢١ نوفمبر ٢٠٠٤.
أسست منظمة التجارة العالمية فريق عمل يتكون من ٢٨ دولة بقيادة هولندا بناء على طلب رسمي من أفغانستان، في ١٣ ديسمبر ٢٠٠٤. هذه الدول تشمل الصين، باكستان، طاجيكستان، الهند، اليابان، روسيا، المملكة العربية السعودية، والاتحاد الأوروبي. معظمهم لديهم علاقات تجارية مع أفغانستان من بين الآخرين.
قدمت أفغانستان مذكرة السياسة التجارية الخاصة بها في ٣١ مارس ٢٠٠٩، وتم إرسال الأسئلة والردود في ٢٦ يوليو ٢٠١٠.
وقد تم عقد خمسة اجتماعات من قبل فريق العمل في المواعيد التالية: ٣١ يناير ٢٠١١، ١٨ يونيو ٢٠١٢، ٧ ديسمبر ٢٠١٢، ٢٥ يوليو ٢٠١٣، و١١ نوفمبر ٢٠١٥.
في الأخير، تم تقديم التقرير النهائي إلى منظمة التجارة العالمية من قبل فريق العمل في ١٣ نوفمبر ٢٠١٥. تلقت أفغانستان العضوية بعد أن وقع النائب الأول للرئيس التنفيذي الأفغاني محمد خان البروتوكول في المؤتمر الوزاري العاشر لمنظمة التجارة العالمية في نيروبي، كينيا في ١٧ ديسمبر ٢٠١٥.

## سياسة أفغانستان تجاه منظمة التجارة العالمية
كان هدف أفغانستان بشكل عام أن تصبح عضوًا معتقده بأن أفغانستان ستتطور اقتصاديًا وستستفيد من الحريات والامتيازات المتعلقة بالتجارة. وتعتقد أيضًا أن مشاكلها التي تخص التجارة والنقل ستحل وستكون قادرة على جذب الاستثمار الأجنبي.
من أجل الحصول على عضوية منظمة التجارة العالمية قدمت أفغانستان بعض الإصلاحات الداخلية حول التجارة والاقتصاد والاستثمارات. تم توقيع ٩ اتفاقيات ثنائية تتعلق بالسلع و٧ اتفاقيات أخرى تتعلق بالخدمات.
فتح الحدود للتجارة وخفض التعريفات هو الهدف الأساسي لمنظمة التجارة العالمية. بناءً على ذلك، فرضت أفغانستان في المتوسط تعريفة جمركية تبلغ ١٣.٥٪ على المنتجات، و٣٣.٦٪ على المنتجات الزراعية، و١٠.٣٪ على المنتجات غير الزراعية.
عند انضمامها إلى منظمة التجارة العالمية انضمت أفغانستان إلى اتفاقية تكنولوجيا المعلومات (ITA). تطلب هذه الاتفاقية من جميع المشاركين إلغاء الرسوم المفروضة على منتجات تكنولوجيا المعلومات التي تغطيها هذه الاتفاقية. وستكون رسوم الصادرات الأفغانية ملزمة أيضًا بـ ٢٤٣ بندًا من خطوط التعريفة الجمركية. من بين هؤلاء، ٢٩.٦٪ ملزمون عند ١٠٪، و٢٤.٢٪ ملزمون عند ٢.٥٪. فيما يتعلق بالخدمات، قدمت أفغانستان التزامات محددة في ١١ قطاعًا للخدمات، بما في ذلك ١٠٤ قطاعات فرعية.

## الآثار الإيجابية والسلبية لعضوية أفغانستان في منظمة التجارة العالمية

### مزايا
حل النزاعات: هو أحد الأهداف وراء تأسيس منظمة التجارة العالمية. وهو يقتضي على مساعدة دول الأعضاء على حل نزاعاتهم التي تخص التجارة.
المعاملة السوية: يمنح الانضمام إلى منظمة التجارة العالمية الصادرات الأفغانية إمكانية الوصول إلى جميع أسواق الأعضاء في منظمة التجارة العالمية على أساس الدولة الأكثر رعاية. وهذا يدل أن الصادرات الأفغانية ستكون مؤهلة للحصول على أفضل معاملة تقدمها البلاد لبضائع الأعضاء الآخرين في منظمة التجارة العالمية.
مثلًا إذا منح الاتحاد الأوروبي الولايات المتحدة تعريفة منخفضة على البطاطس، فيجب أن تمنح الصادرات الأفغانية نفس التعريفة الجمركية المنخفضة على صادرات بطاطس باميان إلى الاتحاد الأوروبي.

#### التجارة الحرة
زيادة التجارة الحرة في العالم وإزالة العقبات التي تعترضها هذا ما تهدف له منظمة التجارة العالمية. لذلك، ليس فقط لديها امكانية وصول إلى أسواق ١٤٦ دولة بل أيضًا لن تواجه ارتفاع في صادراتها على التعريفات الجمركية في بلدان أخرى.

#### تسوية نزاعات العبور
أفغانستان بلد غير ساحلي مما جعله عائق في مجال التجارة. إلا إن الانضمام إلى منظمة التجارة العالمية وفر لأفغانستان اجتماع لحل المشاكل المتعلقة بالنقل عبر هذه المنظمة، والسماح لأفغانستان بالوصول إلى الأسواق الهندية، ولن تجبر قواعد منظمة التجارة العالمية باكستان على مراجعة اتفاقية التجارة العابرة بين أفغانستان وباكستان.

### سلبيات

#### تهديد للصناعات الناشئة حديثًا
الحكومات في بعض البلدان التي بدأت مؤخرًا في الصناعة تحاول في زيادة التعريفات الجمركية على استيراد السلع حتى تتمكن الصناعات المحلية من البقاء في منافسة مع الصناعات الأجنبية. ولكن، لن تتمكن أفغانستان من زيادة الرسوم الجمركية على السلع المستوردة، بسبب انضمامها إلى منظمة التجارة العالمية. بالتالي، يمكن أن تعاني الصناعات المحلية الناشئة حديثًا من منافسة الصناعات الأجنبية واحتمال أن تهزم بالسلع المستوردة. معتقدين البعض أن هذا يؤدي إلى زيادة البطالة في البلاد.

#### إنهاء الدعم
منظمة التجارة العالمية تؤكد على إزالة الإعانات الصناعية والزراعية، والتي يمكن أن يكون لها تأثير عميق على الصادرات  الصناعية والزراعية لأفغانستان.

#### تخفيض في الإيرادات
أفغانستان لن تتمكن من أن تفرض رسوم جمركية مرتفعة على الواردات.